# Barumini
Barumini (sardinski: Barùmini) je grad i općina (comune) u Južnoj Sardiniji u regiji Sardiniji, Italija. Nalazi se na nadmorskoj visini od 202 metara i ima populaciju od 1 276 stanovnika.
 Prostire se na teritoriju od 26,40 km2 s gustoćom naseljenosti od 48,33 st/km2.